# Je te dis vous
Albums de Patricia Kaas
Carnets de scène
(1991) Tour de charme
(1994)
Singles
1. Entrer dans la lumière
Sortie : 1993
2. Il me dit que je suis belle (nouvelle version)
Sortie : 1993
3. Ceux qui n'ont rien
Sortie : 1993
4. Fatiguée d'attendre
Sortie : 1994
5. Ganz Und Gar
Sortie : 1994
6. Reste sur moi
Sortie : 1994

Je te dis vous est le troisième album enregistré par Patricia Kaas, sorti en 1993, réalisé par Robin Millar (en), Marc Lavoine, Fabrice Aboulker et Jean Albertini. Il s'est vendu à plus d'un million d'exemplaires en France et a été à ce titre certifié disque de diamant.

## Titres
| No  | Titre                       | Auteur                                                  | Durée |
| --- | --------------------------- | ------------------------------------------------------- | ----- |
| 1.  | Y'avait tant d'étoiles      | Joëlle Kopf/Michel Amsellem                             | 1:54  |
| 2.  | Hôtel Normandy              | Didier Barbelivien/François Bernheim                    | 5:34  |
| 3.  | Je retiens mon souffle      | Pierre Grillet-Marc Lavoine/Fabrice Aboulker            | 4:37  |
| 4.  | Ceux qui n'ont rien         | Didier Barbelivien-François Bernheim/Didier Barbelivien | 5:16  |
| 5.  | Il me dit que je suis belle | Sam Brewski                                             | 5:21  |
| 6.  | Space in my heart           | Dallas Austin/Max Elliot                                | 4:51  |
| 7.  | La liberté                  | Marc Lavoine/Fabrice Aboulker                           | 4:04  |
| 8.  | Fatiguée d'attendre         | Joëlle Kopf/Michel Amsellem                             | 4:31  |
| 9.  | Jojo                        | Didier Barbelivien/François Bernheim                    | 3:20  |
| 10. | Je te dis vous              | Joëlle Kopf/Michel Amsellem                             | 3:43  |
| 11. | Reste sur moi               | Pierre Grillet-Marc Lavoine/Fabrice Aboulker            | 4:34  |
| 12. | Ganz und gar                | Marius Müller-Westernhagen                              | 4:47  |
| 13. | Out of the rain             | Tony Joe White                                          | 4:34  |
| 14. | It's a man's world          | James Brown/Betty Newsome                               | 5:45  |
| 15. | Entrer dans la lumière      | Didier Barbelivien/François Bernheim                    | 4:05  |

## Le groupe
- Piano, orgue Hammond, synthétiseurs & programmations : Jess Bailey
- Basse : Mark Smith
- Batterie : Jeremy Stacey
- Guitare acoustique & électrique : Paul Stacey
- Percussions : Martin Ditchman
- Saxophone ténor & alto : Martin Green
- Trompette : Steve Sidwell
- Trombone : Matt Coleman
- Violon : Bobby Valentino
- Violon alto : Gavyn Wright
- Violoncelle : Roger Smith & Paul Kegg
- Chœurs : Carole Rowley, Mick Feat, Guida de Palma & Patricia Kaas

## Musiciens additionnels
- Guitare électrique & Slide sur "Ceux qui n'ont rien" & "Out of the rain" : Chris Réa
- Piano sur "Fatiguée d'attendre", "Y'avait tant d'étoiles" & "Je te dis vous" : Michel Amsellem
- Programmations, synthétiseurs & arrangements sur "Reste sur moi" : Pete Davis
- Guitare solo, marimba & s ynthétiseurs sur "Je retiens mon souffle", guitare acoustique & piano additionnel sur "Je te dis vous" & guitare acoustique sur "Hôtel Normandy" : Robin Millar
- Batterie sur "La liberté" : Claude Salmieri
- Basse sur "La liberté" : Jannick Top
- Saxophone sur "La liberté" : Patrick Bourgoin
- Guitare sur "La liberté" : Patrice Tison
- Percussions sur "La liberté" : Marc Chantereau
- Chœurs sur "La liberté" : Le Trio Esperansa
- Trompette sur "La liberté" : Antoine Russo
- Orgue Hammond sur "La liberté" : Jean-Pierre Sabar
- Guitare sur "Jojo" : José Souc

## Réalisations et arrangements
- Tous les titres réalisés & arrangés par Robin Millar
- Arrangements cordes : Robin Millar transcrits et dirigés par James Shearman
- Arrangements cuivres : Robin Millar transcrits par Martin Green
- Arrangements sur "La liberté" : Pascal Stive
- Réalisation sur "La liberté" : Marc Lavoine & Fabrice Aboulker
- Arrangements sur "Jojo" : Bernard Estardy
- Réalisation sur "Jojo" : Jean Albertini
- "Fatiguée d'attendre", "Je te dis vous" & "Je retiens mon souffle" ont été écrites sur une idée de Patricia Kaas.

## Certifications et ventes
| Pays                         | Certification | Équivalence/Ventes |
| ---------------------------- | ------------- | ------------------ |
| Allemagne (BVMI)             | Or            | 250,000            |
| Canada (Music Canada)        | Or            | 50,000             |
| Finlande (Musiikkituottajat) | Platine       | 40,000             |
| France (SNEP)                | Diamant       | 1,000,000          |
| Suisse (IFPI Switzerland)    | 2x Platine    | 100,000            |
| Résumés                      |               |                    |
| International                | ---           | 2,000,000          |